# Cucullia reisseri
Cucullia reisseri là một loài bướm đêm trong họ Noctuidae.